# Staffordshire (queso)
Staffordshire es un queso que se elabora en Gran Bretaña, concretamente en el condado de Staffordshire. Utiliza como materia prima leche no pasteurizada de vaca. Está protegido por la denominación de origen Staffordshire cheese (PDO). También puede verse escrito como Staffordshire Organic. El queso de Staffordshire se fabrica con leche de vacas criadas en las explotaciones del condado de Staffordshire. Presenta una consistencia uniforme y ligeramente desmenuzable que
puede ser dura o semi-dura según la duración del periodo de maduración, un color crema pálido, una textura cremosa, un contenido de grasa que oscila entre el 30 % y el 35 % y un contenido de grasa en la materia seca comprendido entre el 48 % y el 51 %. El queso es de forma cilíndrica, pesa entre 8 y 10 kilogramos y se presenta a la venta recubierto de una tela.
Los orígenes del queso se remontan a los monjes cistercienses que se establecieron en Leek, Staffordshire, en el siglo XIII, donde llevaban una vida de oración, estudio y trabajo. Los monjes consigo trajeron su artesanía quesera a la región. El queso de Staffordshire siguió produciéndose hasta el estallido de la Segunda Guerra Mundial, momento en que la política de colecta central de la leche implantada por el Milk Marketing Board puso fin a la elaboración de numerosos quesos regionales ingleses. Este
queso redescubierto está afianzando su reputación entre detallistas y consumidores.
El queso de Staffordshire difiere de las variedades de queso producidas en los condados vecinos debido a la particular naturaleza del régimen alimentario de las vacas, la mezcla de cultivos de fermentos lácticos utilizados y el tamaño del queso recubierto de tela, factores que otorgan al producto final una consistencia y una textura característicos. 